# Radosław Kempinski
Radosław Grzegorz Kempinski (ur. 12 marca 1980 w Bydgoszczy) – polski samorządowiec i nauczyciel, w latach 2021–2023 wicewojewoda kujawsko-pomorski.

## Życiorys
Absolwent III Liceum Ogólnokształcącego im. Adama Mickiewicza w Bydgoszczy. W 2003 ukończył studia na kierunku fizyka z informatyką na Uniwersytecie Kazimierza Wielkiego w Bydgoszczy, na tej uczelni kształcił się też podyplomowo. Przez 16 lat uczył matematyki, fizyki i informatyki w Zespole Szkół w Sicienku. Związał się politycznie z Prawem i Sprawiedliwością. W 2014 i 2018 wybierany radnym powiatu bydgoskiego. W styczniu 2019 objął stanowisko zastępcy wójta gminy Sicienko. 1 września 2021 powołany na stanowisko drugiego wicewojewody kujawsko-pomorskiego, odpowiedzialnego m.in. za infrastrukturę. W wyborach parlamentarnych w 2023 bezskutecznie kandydował do Senatu w okręgu nr 9. W grudniu 2023 zakończył pełnienie funkcji wicewojewody kujawsko-pomorskiego. W 2024 wybrany do sejmiku kujawsko-pomorskiego.